# Tamás Herczeg
Tamás Herczeg (sinh ngày 16 tháng 11 năm 1960) là chính khách người Hungary. Hiện tại, ông là nghị sĩ Quốc hội Hungary kể từ ngày 8 tháng 5 năm 2018.